# Hôtel de la Monnaie (Blois)
Pour les autres hôtels de la Monnaie en France, voir l'article Ateliers monétaires français.
Pour le restaurant à Paris, voir La Tour d'Argent.
L'hôtel de la Monnaie des Comtes de Blois ou des Monnaies, plus communément la tour d'Argent,, était un monument singulier de la ville médiévale de Blois, en actuel Loir-et-Cher (Centre-Val de Loire).

## Historique

### L'hôtel de la Monnaie de Blois
Blois a accueilli un atelier de création monétaire dès l'époque mérovingienne et le VIIe siècle. Son activité a eu tendance à augmenter depuis que les comtes de Blois se sont octroyés le droit de frapper la monnaie, au début du Xe siècle.
La monnaie de Blois s'appelait la livre blésoise. Elle était alors l'unique monnaie en circulation à l'échelle du comté, et avait généralement une valeur plus faible que la livre tournois (monnaie originaire de Tours devenue principale du Royaume à partir du XVIe siècle),. Comme dans les autres comtés français, il fallait 20 sous ou 240 deniers blésois pour composer une livre blésoise.

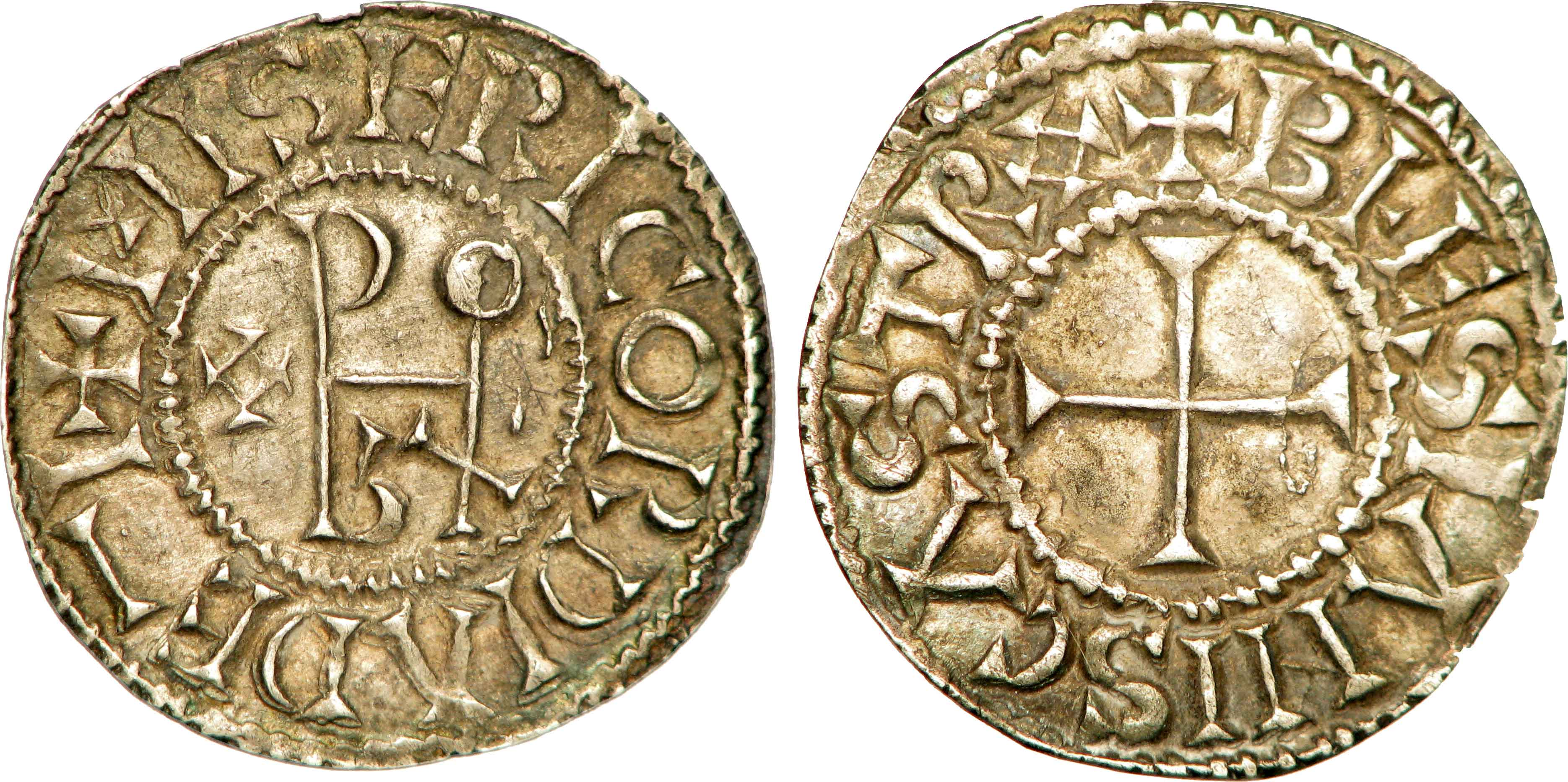
Un denier blésois de la fin du IXe siècle, frappé à Blois.

Jusqu'à la Guerre de Cent Ans, c'est au sein du château comtal que l'on frappait la monnaie de Blois, mais cette activité a été délocalisée vers un atelier du Puits-Châtel lorsque la ville s'est entourée de remparts, au XIIIe siècle.
Cependant, dès 1315, le roi Louis X souhaitait mettre fin au monopole de la monnaie qui permettait aux comtes de renflouer leurs caisses.
Ce droit n'a été retourné au roi qu'en 1328, sous Philippe VI, en échange de 15 000 livres tournois en faveur de son beau-frère le comte Guy Ier,.
Malgré la suppression de la monnaie blésoise, l'hôtel des Monnaies semble avoir poursuivi son activité : il est notamment cité sous les ducs Charles et Louis II d'Orléans, futur Louis XII.

### La Tour d'Argent
L'édifice connu par la plupart des archives, constitué d'une tour octogonale accompagnée d'un escalier à vis hors-œuvre, aurait été reconstruit dans son ensemble à la fin du XIIIe siècle. D'abord munie d'une corniche, la tour a été remaniée pour ajouter un étage à pan de bois vers le XVe siècle, avant d'être couverte par une haute toiture en ardoise,.

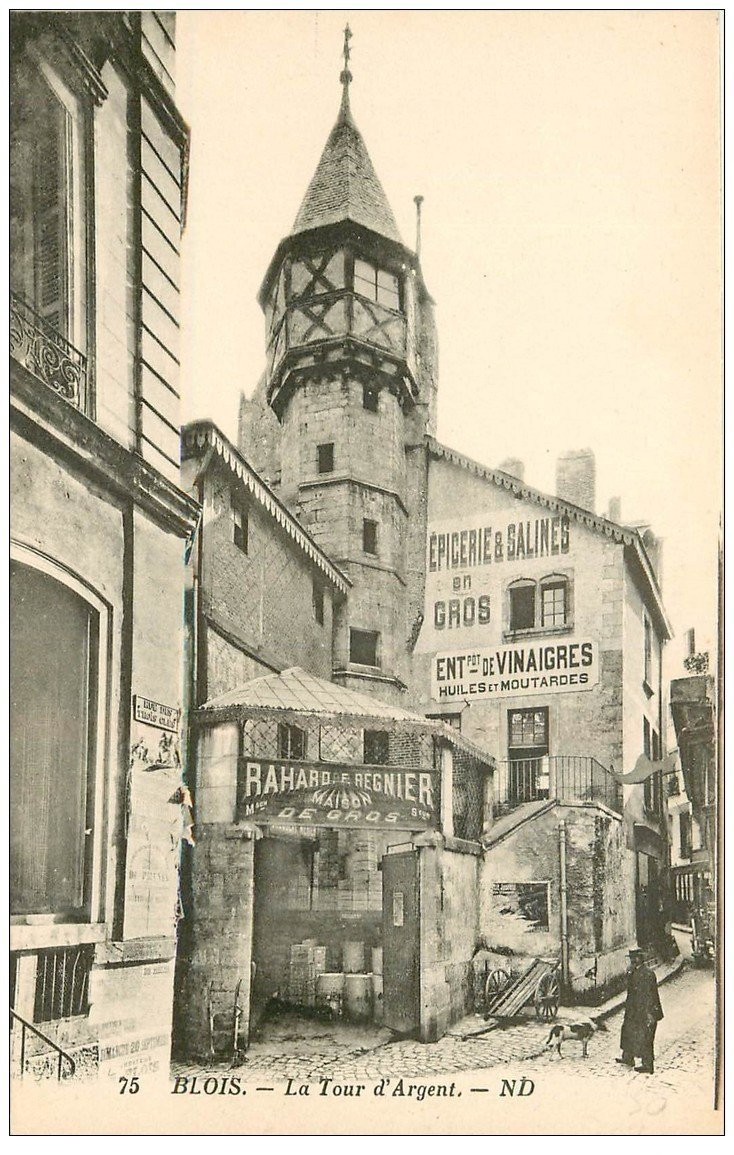
La Tour d'Argent au début du XXe siècle.

Ce n'est qu'au XIXe siècle que l'édifice reçoit le surnom de « tour d'Argent », popularisé notamment par la presse et les historiens du Blésois en vogue entre les années 1800 et 1850 (La Saussaye, Bergevin, Dupré, Hugo, etc.).
L'hôtel fut détruit au début de la Seconde Guerre mondiale, en 1940, lors des bombardements allemands sur le centre-ville,. Ses décombres ont été débarrassés en 1942, et l'édifice n'a pas été reconstruit,.

## Localisation
L'architecture et la localisation de cet atelier de monnayage ne sont pas confirmées, mais les plus anciennes sources mentionnent l'emplacement de l'hôtel des Monnaies à l'angle de la rue du Pont et de la rue de la Monnaie. Cette seconde rue, qui correspond à l'actuelle rue des Trois-Clefs, concentrait à cette époque tous les bureaux de change. Ainsi, l'édifice se trouvait là où se tient actuellement le monument des Trois Clés. Selon de La Saussaye, ces trois clés font référence à celles qui étaient jadis nécessaires pour ouvrir le coffre de l'hôtel des Monnaies. 
Selon Victor Hugo, qui a plusieurs fois séjourné à Blois sans y vivre continuellement, la Tour d'Argent se situait « au coin des rues des Violettes et de Saint-Lubin ». Selon ces indications, le monument se trouvait plutôt du côté de la place Louis-XII, tout proche de l'église Saint-Martin-aux-Choux.

## Mentions célèbres
« Montez à travers Blois cet escalier de rues
Que n’inonde jamais la Loire en temps de crues.
Laissez là le château, quoique sombre et puissant,
Quoiqu’il ait à la face une tache de sang ;
Admirez, en passant, cette tour octogone
Qui fait à ses huit pans hurler une gorgone 
[...] »

— de Victor Hugo, Les Feuilles d'automne (1835)